# Werner Schmeidler
Johannes Werner Schmeidler (Berlim, 7 de junho de 1890 — Berlim, 1 de abril de 1969) foi um matemático alemão.
Schmeidler estudou matemática na Universidade de Göttingen. Após o doutoramento em 1917 e habilitação em 1919, foi professor ordinário na Universidade Técnica de Wroclaw, onde trabalhou na área de mecânica dos fluidos, tornando-se em 1928 diretor do Instituto de Construção de Aviões experimentais. Dentre os matemáticos que defenderam tese sob sua orientação está, dentre outros, Helmut Heinrich (1933). A partir de 1939 tornou-se professor efetivo da Universidade Técnica de Berlim, onde foi catedrático de matemática pura e aplicada até o semestre de verão de 1958.
Schmeidler deu continuação à publicação "Leitfaden der Mathematik", com a parte VII, iniciada pelo professor Rudolf Rothe.

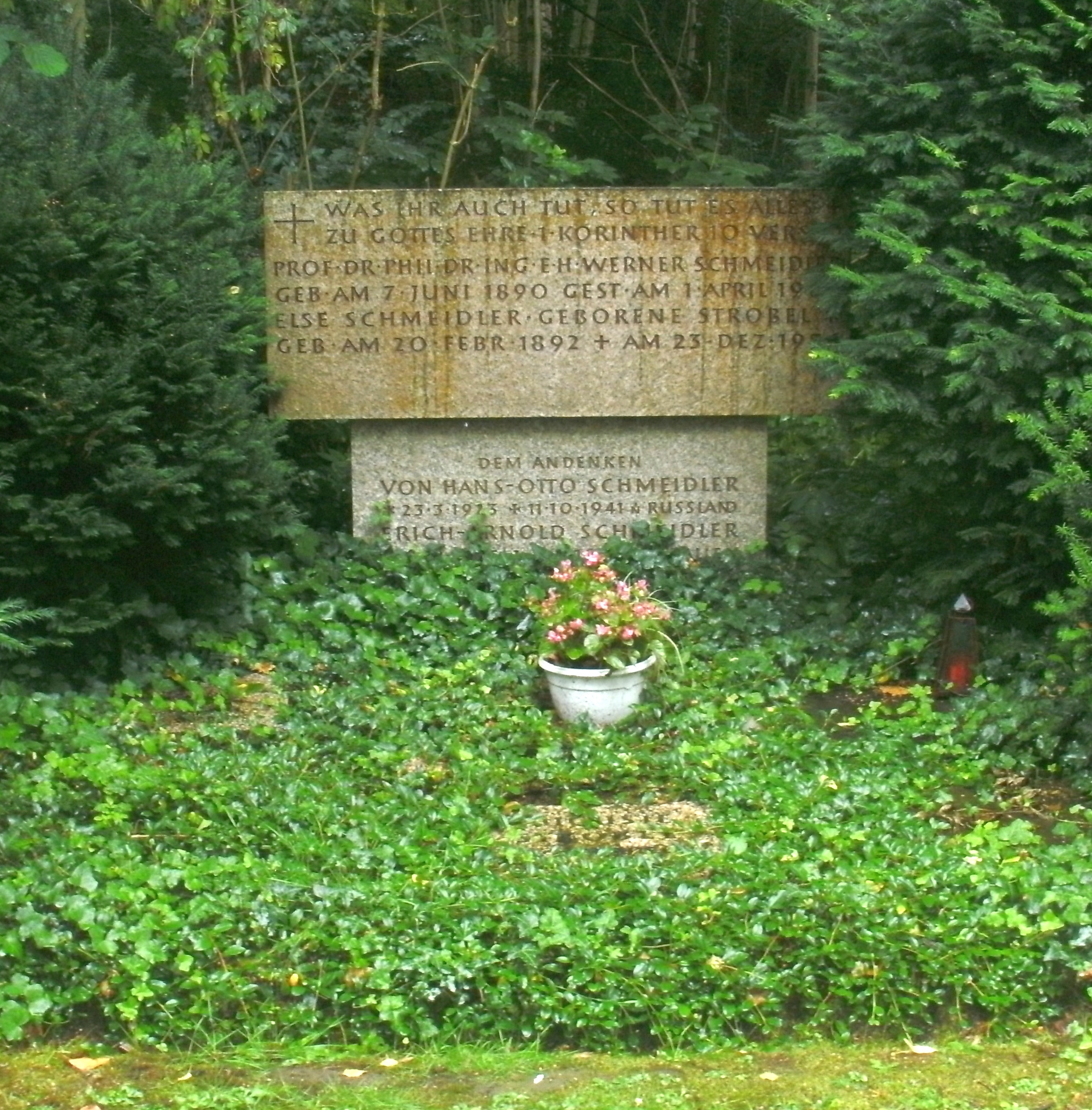
Sepultura no Cemitério municipal de Göttingen

## Distinções e condecorações
- 1958: Medalha Carl Friedrich Gauß
- Dr.-Ing. E. h.

## Obras
- Rothe - Schmeidler: Höhere Mathematik, B. G. Teubner-Verlag, Stuttgart, 1956